# 大畑 (春日部市)
大畑（おおはた）は、埼玉県春日部市の町丁。現行行政地名は大畑のみ。丁番の設定のない単独町名である。住居表示未実施地区。郵便番号は344-0022。

## 地理
埼玉県の東部地域で、春日部市南部の利根川（現在の古利根川）などが造り出した沖積平野に位置する。武里団地の区域を挟むように南部と北部の二ヶ所に離れて分かれており、地区の北部は会之堀川が東西に利根川の旧流路を流れ、その流域に自然堤防の微高地が見られるが、香取神社付近に氾濫平野もある。地区の南部はほぼ全域が氾濫平野上にある。
東側で大枝、南側で千間や越谷市恩間新田、西側で大場、北側で備後東や越谷市平方と隣接する。
地内は南部の一部を除き市街化区域で、武里郵便局や香取神社周辺は商業地域に指定され、住宅の他店舗も多くある。東武伊勢崎線沿線や北東部は第一種住居地域、国道4号や野田岩槻線沿線は第二種住居地域で、その他は第一種中高層住居専用地域に指定された主に戸建ての住宅地である。南西部に細長い台形の形をした市街化調整区域があるが、その北側や南側にも住宅が多く建ち並ぶ。
なお、武里団地（住所は大枝）の中央部の区域にあって、武里団地の施設に属さない建物に大畑の地番が付されている（東都春日部病院、カスミフードスクエア春日部武里店など）。

## 歴史
もとは江戸期より存在した武蔵国埼玉郡新方領に属する大畑村であった。いつからは定かではないが、大場村より分村したと云う。村高は正保年間の『武蔵田園簿』では229石余（田147石余、畑82石余）、『元禄郷帳』によると252石余、『天保郷帳』によると261石余であった。助郷は日光街道粕壁宿に出役していた。化政期の戸数は52軒で、村の規模は東西7町、南北14町であった。
地名は当地が畠場（耕地）として開発された経緯に由来する。
- はじめは幕府領、1715年（正徳5年）より一部が岩槻藩領となる。
- 1756年（宝暦6年）より再び全て幕府領となる。
- 幕末の時点では埼玉郡に属し、明治初年の『旧高旧領取調帳』の記載によると、代官・大竹左馬太郎支配所が管轄する幕府領であった[10]。
- 1868年（慶応4年）6月19日  - 代官支配地が武蔵知県事・山田政則（忍藩士）の管轄となる。
- 1869年（明治2年）
  - 1月13日 - 武蔵知県事・宮原忠英の管轄区域に大宮県を設置、同県の管轄となる。県庁は東京府馬喰町に置かれる。
  - 9月29日 - 県庁が浦和に置かれ浦和県に改称。
- 1871年（明治4年）11月13日 - 第1次府県統合により埼玉県の管轄となる。
- 1873年（明治6年） - 学制の実施により地内の西光寺の境内を仮用して大畑学校[5]（現、春日部市立武里小学校）が創設される。
- 1879年（明治12年）3月17日 - 郡区町村編制法により成立した南埼玉郡に属す。郡役所は岩槻町に設置。
- 1889年（明治22年）4月1日 - 町村制施行により、大畑村が一ノ割村、備後村、薄谷村、中野村、大場村、大枝村、増田新田と合併し、南埼玉郡武里村が成立する。大畑村は武里村の大字大畑となる。
- 1899年（明治32年）
  - 8月27日 - 地内に東武鉄道伊勢崎線が延伸され開業する[11]。
  - 12月20日 - 地内の東武鉄道伊勢崎線に武里駅が仮停車場として開業する[12]。
- 1913年（大正2年） - 武里駅がやや北よりの現在地へ移転する。
- 1947年（昭和22年）9月 - カスリーン台風の襲来により、地内が大きな被害を受ける[5]。
- 1954年（昭和29年）7月1日 - 武里村が南埼玉郡春日部町、豊春村、北葛飾郡幸松村、豊野村と合併し、市制を施行して春日部市となる。春日部市の大字となる。
- 2005年（平成17年）10月1日 - 春日部市が北葛飾郡庄和町と合併し、新たな春日部市が発足、同時に住所標記の簡略化のため市内の大字が廃止され[13]、大字大畑は丁番の設定のない大畑となる[14]。

### 存在していた小字
- 横割耕地[15]
- 杉の口耕地
- 前耕地
- 砂間耕地
- 東下田耕地
- 西下田耕地
- 西巳の起耕地
- 東巳の起耕地

## 世帯数と人口
2024年（令和6年）1月1日現在の世帯数と人口は以下の通りである。
| 丁目 | 世帯数    | 人口    |
| ---- | --------- | ------- |
| 大畑 | 1,647世帯 | 3,240人 |

## 小・中学校の学区
市立小・中学校に通う場合、学区は以下の通りとなる。
| 番地 | 小学校                 | 中学校                   |
| --- | ---------------------- | ------------------------ |
| 1番地 - 177番地、180番地 - 188番地、190番地 - 202番地、206番地 - 208番地、211番地 - 221番地、224番地 - 228番地、231番地 - 235番地、239番地 - 240番地、242番地 - 244番地、246番地 - 247番地、250番地 - 254番地、256番地 - 260番地、266番地、282番地 - 284番地 | 春日部市立備後小学校   | 春日部市立武里中学校     |
| 178番地 - 179番地、189番地、203番地 - 205番地、209番地 - 210番地、236番地 - 238番地、241番地、245番地、255番地、261番地 - 265番地、267番地 - 268番地、270番地 - 281番地、324番地1 - 324番地2、324番地5、324番地7 - 324番地16、343番地4、344番地3 - 344番地6、345番地4、364番地、375番地 - 377番地、378番地4、379番地 - 396番地、399番地 - 400番地、403番地 - 407番地、409番地、420番地 - 421番地、428番地 - 434番地、436番地、441番地、443番地、447番地、450番地 - 473番地、480番地 - 487番地、490番地 - 501番地、512番地 - 513番地、516番地、524番地、526番地、531番地、614番地、636番地、652番地1、652番地6、668番地、690番地、704番地、708番地 | 春日部市立武里南小学校 | 春日部市立春日部南中学校 |
| 222番地 - 223番地、229番地 - 230番地、248番地 - 249番地、285番地 - 323番地、324番地3、324番地17、343番地2、344番地2、345番地2、359番地 - 363番地、378番地2、652番地3 - 652番地4、652番地7、740番地 - 866番地、867番地、877番地、887番地、889番地、909番地 - 918番地 | 春日部市立武里西小学校 | 春日部市立春日部南中学校 |

## 交通

### 鉄道
- 東武鉄道伊勢崎線（東武スカイツリーライン）武里駅

ホームの南端をかすめている。なお、駅の所在地は大場である

### 道路
- 国道4号（日光街道）
- 千葉県道・埼玉県道80号野田岩槻線 - 伊勢崎線の踏切付近で当線のバイパスとなる都市計画道路の大場大枝線の工事が行なわれている[17]。踏切はアンダーパス化する予定。
- 市道1-23号線[18] - 越谷市側では「中堀通り」と称されている。

### バス
地区内に路線バスの路線は設定されていない。
春日部市コミュニティバス「春バス」
地区内を縦貫・巡回する路線は設定されていない。

## 施設
- 武里郵便局
- 香取神社 - 県指定無形文化財の「やったり踊り」が毎年行なわれる[5]。
- 浄土宗 西光寺
- 日本キリスト改革派 せんげん台教会
- 大畑会館
- 武里第14公園
- 大畑第2ちびっ子広場